# Liste der Eigenproduktionen von Paramount+
Diese Liste enthält alle Eigenproduktionen des Dienstes Paramount+, früher als CBS All Access bekannt. Die Eigenproduktionen werden auch als Paramount+ Originals bezeichnet. Die Liste enthält eine Auswahl an Serien, Reality-TV-Formate und Dokumentationsserien des US-Video-on-Demand-Anbieters Paramount+, die von ihm seit dem Jahr 2015 (ggf. noch als CBS All Access) produziert wurden bzw. werden. Wenn Paramount+ die Serie weiterführt, werden nur die im Auftrag von Paramount+ erstellten Folgen- und Staffelzahl angegeben.

## Serien

### Drama
| Titel                          | Genre                                    | Premiere           | Staffel(n)              | Status/Anmerkung                                                               |
| ------------------------------ | ---------------------------------------- | ------------------ | ----------------------- | ------------------------------------------------------------------------------ |
| The Good Fight                 | Justizdrama                              | 19. Februar 2017   | 6 Staffeln, 60 Episoden | abgeschlossen                                                                  |
| Star Trek: Discovery           | Science Fiction                          | 24. September 2017 | 4 Staffeln, 55 Episoden | Veröffentlichung der finalen 5. Staffel im Laufe des Jahres 2023               |
| Strange Angel                  | Historienserie                           | 14. Juni 2018      | 2 Staffeln, 17 Episoden | abgeschlossen                                                                  |
| One Dollar                     | Mystery-Thriller                         | 30. August 2018    | 1 Staffel, 10 Episoden  | abgeschlossen                                                                  |
| Star Trek: Short Treks         | Science Fiction                          | 4. Oktober 2018    | 2 Staffeln, 10 Episoden | abgeschlossen                                                                  |
| Tell Me a Story                | Psychothriller                           | 31. Oktober 2018   | 2 Staffeln, 20 Episoden | abgeschlossen                                                                  |
| The Twilight Zone              | Science Fantasy                          | 1. April 2019      | 2 Staffeln, 20 Episoden | abgeschlossen                                                                  |
| Star Trek: Picard              | Science Fiction                          | 23. Januar 2020    | 2 Staffeln, 20 Episoden | Veröffentlichung der letzten Staffel am 16. Februar 2023                       |
| Interrogation                  | True Crime                               | 6. Februar 2020    | 1 Staffel, 10 Episoden  | abgeschlossen                                                                  |
| The Stand – Das letzte Gefecht | Science Fiction, Postapokalypse, Mystery | 17. Dezember 2020  | 9 Episoden              | Miniserie                                                                      |
| Coyote                         | Krimi                                    | 7. Januar 2021     | 1 Staffel, 6 Episoden   | abgeschlossen                                                                  |
| Maior of Kingstown             | Krimi, Thriller                          | 14. November 2021  | 1 Staffel, 10 Episoden  | US-Premiere der 2. Staffel am 15. Januar 2023                                  |
| 1883                           | Western                                  | 19. Dezember 2021  | 10 Episoden             | Miniserie                                                                      |
| Halo                           | Action, Militär-Science-Fiction          | 24. März 2022      | 1 Staffel, 9 Episoden   | verlängert für Staffel 2                                                       |
| Das Angebot (The Offer)        | Drama                                    | 28. April 2022     | 10 Episoden             | Miniserie                                                                      |
| Star Trek: Strange New Worlds  | Science Fiction                          | 5. Mai 2022        | 1 Staffel, 10 Episoden  | laufend, US-Premiere der 2. Staffel am 15. Juni 2023, verlängert für Staffel 3 |
| Tulsa King                     | Drama, Krimi                             | 13. November 2022  | 1 Staffel, 10 Episoden  | laufend, verlängert für Staffel 2                                              |
| 1923                           | Western                                  | 18. Dezember 2022  | 1 Staffel, 8 Episoden   | laufend, verlängert für Staffel 2                                              |
| Der Scheich                    | Dramedy                                  | 22. Dezember 2022  | 1 Staffel, 8 Episoden   | laufend                                                                        |
| Wolf Pack                      | Horror                                   | 26. Januar 2023    | 1 Staffel, 8 Episoden   | laufend                                                                        |
| School Spirits                 | Science Fantasy                          | 9. März 2023       | 1 Staffel, 8 Episoden   | laufend                                                                        |
| Rabbit Hole                    | Drama, Krimi                             | 26. März 2023      | 1 Staffel, 8 Episoden   | laufend                                                                        |
| Veröffentlichung erwartet      |                                          |                    |                         |                                                                                |
| Lawmen: Bass Reeves            | Western                                  | 5. November 2023   | 1 Staffel, 8 Episoden   | Veröffentlichung bevorstehend                                                  |

### Comedy
| Titel                                  | Genre       | Premiere          | Staffeln                | Status/Anmerkung |
| -------------------------------------- | ----------- | ----------------- | ----------------------- | ---------------- |
| No Activity                            | Comedy      | 12. November 2017 | 4 Staffeln, 32 Episoden | abgeschlossen    |
| Why Women Kill                         | Dramedy     | 15. August 2019   | 2 Staffeln, 20 Episoden | abgeschlossen    |
| iCarly                                 | Sitcom      | 17. Juni 2021     | 3 Staffeln, 33 Episoden | abgeschlossen    |
| Guilty Party                           | Dramedy     | 14. Oktober 2021  | 1 Staffel, 10 Episoden  | abgeschlossen    |
| The Game                               | Comedy      | 11. November 2021 | 2 Staffeln, 20 Episoden | abgeschlossen    |
| Cosmo & Wanda: Wenn Elfen weiterhelfen | Sitcom      | 31. März 2022     | 1 Staffel, 13 Episoden  | abgeschlossen    |
| Players                                | Doku-Comedy | 16. Juni 2022     | 1 Staffel, 10 Episoden  | offen            |
| Frasier                                | Sitcom      | 12. Oktober 2023  | 1 Staffel, 10 Episoden  | offen            |

### Animation

#### Erwachsene
| Titel                             | Genre                            | Premiere           | Staffeln                 | Status/Anmerkung |
| --------------------------------- | -------------------------------- | ------------------ | ------------------------ | ---------------- |
| Tooning Out the News              | Mediensatire                     | 1. April 2020      | 2 Staffeln, 233 Episoden | abgeschlossen    |
| Star Trek: Lower Decks            | Science Fiction, Comedy          | 6. August 2020     | 3 Staffeln, 30 Episoden  | erneuert         |
| The Harper House                  | Comedy                           | 16. September 2021 | 1 Staffel, 10 Episoden   | abgeschlossen    |
| Mike Judge's Beavis and Butt-Head | Comedy                           | 4. August 2022     | 1 Staffel, 12 Episoden   | erneuert         |
| Ark: The Animated Series          | Science Fiction, Thriller, Drama | 21. März 2024      | 1 Staffel, 6 Episoden    | erneuert         |

#### Kinder und Familie
| Titel                              | Genre           | Premiere          | Staffeln               | Status/Anmerkung              |
| ---------------------------------- | --------------- | ----------------- | ---------------------- | ----------------------------- |
| Kamp Koral: SpongeBobs Kinderjahre | Comedy          | 4. März 2021      | 1 Staffel, 26 Episoden | Staffel 1 laufend, erneuert   |
| Rugrats                            | Comedy          | 27. Mai 2021      | 1 Staffel, 24 Episoden | erneuert für Staffeln 2 und 3 |
| Star Trek: Prodigy                 | Science Fiction | 28. Oktober 2021  | 1 Staffel, 20 Episoden | erneuert                      |
| Big Nate                           | Comedy          | 17. Februar 2022  | 1 Staffel, 26 Episoden | erneuert                      |
| Transformers: EarthSpark           | Science Fiction | 11. November 2022 | 1 Staffel, 26 Episoden | laufend                       |

### Dokuserien
| Titel                                 | Genre                     | Premiere           | Staffeln                | Status/Anmerkung |
| ------------------------------------- | ------------------------- | ------------------ | ----------------------- | ---------------- |
| That Animal Rescue Show               | Natur, Dokumentation      | 29. Oktober 2020   | 1 Staffel, 10 Episoden  | abgeschlossen    |
| Texas 6                               | Sport, Dokumentation      | 26. November 2020  | 2 Staffeln, 16 Episoden | abgeschlossen    |
| From Cradle to Stage                  | Musik, Dokumentation      | 6. Mai 2021        | 1 Staffel, 6 Episoden   | abgeschlossen    |
| Behind the Music                      | Musik, Dokumentation      | 29. Juli 2021      | 1 Staffel, 12 Episoden  | abgeschlossen    |
| Indivisible: Healing Hate             | Politik, Dokumentation    | 6. Januar 2022     | 6 Episoden              | Miniserie        |
| Wasteland                             | Dokumentation             | 24. Februar 2022   | 4 Episoden              | Miniserie        |
| Clive Davis: Most Iconic Performances | Musik, Dokumentation      | 23. März 2022      | 3 Episoden              | Miniserie        |
| Ghislaine: Partner in Crime           | True Crime, Dokumentation | 7. April 2022      | 4 Episoden              | Miniserie        |
| Never Seen Again                      | True Crime, Dokumentation | 10. Mai 2022       | 3 Staffeln, 30 Episoden | ausstehend       |
| Black Gold                            | True Crime, Dokumentation | 17. Mai 2022       | 3 Episoden              | Miniserie        |
| 11 Minutes                            | True Crime, Dokumentation | 27. September 2022 | 4 Episoden              | Miniserie        |
| The Checkup with Dr. David Agus       | Dokumentation             | 6. Dezember 2022   | 6 Episoden              | Miniserie        |
| Sampled                               | Dokumentation             | 13. Dezember 2022  | 1 Staffel, 6 Episoden   | ausstehend       |
| Veröffentlichung erwartet             |                           |                    |                         |                  |
| Sometimes When We Touch               | Musik, Dokumentation      | 3. Januar 2023     | 3 Episoden              | Miniserie        |

### Reality
| Titel                           | Genre           | Premiere           | Staffeln                | Status/Anmerkung |
| ------------------------------- | --------------- | ------------------ | ----------------------- | ---------------- |
| Big Brother: Over the Top       | Reality         | 28. September 2016 | 1 Staffel, 10 Episoden  | abgeschlossen    |
| The Thomas John Experience      | Mystery         | 4. Juni 2020       | 1 Staffel, 8 Episoden   | abgeschlossen    |
| The Real World Homecoming       | Reality         | 4. März 2021       | 3 Staffeln, 22 Episoden | ausstehend       |
| The Challenge: All Stars        | Reality         | 1. April 2021      | 3 Staffeln, 29 Episoden | ausstehend       |
| Love Island: Exclusive Episoden | Reality         | 12. Juli 2021      | 1 Staffel, 5 Episoden   | abgeschlossen    |
| Love Island: The Drop           | Reality         | 13. Juli 2021      | 1 Staffel, 5 Episoden   | abgeschlossen    |
| Love Island: Laid Bare          | Reality         | 16. Juli 2021      | 1 Staffel, 5 Episoden   | abgeschlossen    |
| Queen of the Universe           | Musikwettbewerb | 2. Dezember 2021   | 2 Staffel, 14 Episoden  | abgeschlossen    |
| Hip Hop My House                | Reality         | 21. Juini 2022     | 1 Staffel, 9 Episoden   | ausstehend       |
| All Star Shore                  | Reality         | 29. Juni 2022      | 1 Staffel, 11 Episoden  | ausstehend       |
| My Dream Quinceañera            | Reality         | 18. September 2022 | 1 Staffel, 10 Episoden  | ausstehend       |
| Veröffentlichung erwartet       |                 |                    |                         |                  |
| Are You the One?                | Dating Show     | 18. Januar 2023    | 1 Staffel, 10 Episoden  | ausstehend       |

### Diverses
| Titel          | Genre       | Premiere           | Staffeln               | Status/Anmerkung |
| -------------- | ----------- | ------------------ | ---------------------- | ---------------- |
| After Trek     | Aftershow   | 24. September 2017 | 1 Staffel, 14 Episoden | abgeschlossen    |
| The Ready Room | Aftershow   | 26. Januar 2019    | 75 Episoden            | laufend          |
| 60 Minutes+    | Nachrichten | 4. März 2021       | 1 Staffel, 30 Episoden | abgeschlossen    |
| Yo! MTV Raps   | Musik       | 24. Mai 2022       | 1 Staffel, 8 Episoden  | ausstehend       |

### Koproduktionen
| Titel             | Genre                   | Partner/Country | Premiere      | Staffeln              | Status/Anmerkung |
| ----------------- | ----------------------- | --------------- | ------------- | --------------------- | ---------------- |
| For Heaven's Sake | True Crime, Doku-Comedy | CBC Gem/Kanada  | 4. März 2021  | 1 Staffel, 8 Episoden | abgeschlossen    |
| SkyMed            | Medizin                 | CBC/Kanada      | 10. Juli 2022 | 1 Staffel, 9 Episoden | ausstehend       |

### Übernommene Produktionen
| Titel                                                 | Genre             | Übernommen von                                               | Premiere          | Staffeln                | Status/Anmerkung   |
| ----------------------------------------------------- | ----------------- | ------------------------------------------------------------ | ----------------- | ----------------------- | ------------------ |
| Younger (Staffel 7)                                   | Comedy            | TV Land                                                      | 15. April 2021    | 1 Staffel, 12 Episoden  | abgeschlossen      |
| Evil (Staffeln 2–3)                                   | Thriller          | CBS                                                          | 20. Juni 2021     | 2 Staffeln, 23 Episoden | erneuert           |
| RuPaul's Drag Race All Stars (Staffeln 6–7)           | Reality           | - Logo (Staffeln 1–2) - VH1 (Staffeln 3–5)                   | 24. Juni 2021     | 2 Staffeln, 24 Episoden | erneuert           |
| RuPaul's Drag Race All Stars: Untucked (Staffeln 3–4) | Reality           | - Logo (Staffel 1) - VH1 (Staffel 2)                         | 24. Juni 2021     | 2 Staffeln, 24 Episoden | erneuert           |
| Inside the NFL (Staffeln 44–45)                       | Sport             | - HBO (Staffeln 1–30) - Showtime (Staffeln 31–43)            | 7. September 2021 | 2 Staffeln, 48 Episoden | Staffel 45 laufend |
| SEAL Team (Staffeln 5B–6)                             | Action            | CBS                                                          | 1. November 2021  | 2 Staffeln, 20 Episoden | ausstehend         |
| Next Influencer (Staffel 3)                           | Reality           | AwesomenessTV                                                | 13. Januar 2022   | 1 Staffel, 12 Episoden  | ausstehend         |
| Blood & Treasure – Kleopatras Fluch (Staffel 2)       | Action, Abenteuer | CBS                                                          | 17. Juli 2022     | 1 Staffel, 13 Episoden  | ausstehend         |
| Ink Master (Staffel 14)                               | Reality           | - Spike (Staffeln 1–10) - Paramount Network (Staffeln 10–13) | 7. September 2022 | 1 Staffel, 10 Episoden  | ausstehend         |
| Inside Amy Schumer (Staffel 5)                        | Comedy            | Comedy Central                                               | 20. Oktober 2022  | 1 Staffel, 5 Episoden   | ausstehend         |
| The Real Love Boat (Staffel 1B)                       | Reality           | CBS                                                          | 2. November 2022  | 1 Staffel, 8 Episoden   | ausstehend         |
| Criminal Minds (Staffel 16)                           | Krimi             | CBS                                                          | 24. November 2022 | 1 Staffel, 10 Episoden  | Staffel 16 laufend |

### Regional
Bei diesen Sendungen handelt es sich um Eigenproduktionen (sog. Paramount+ Originals), da sie von Paramount+ in Auftrag gegeben oder erworben wurden und ihre Premiere auf dem Dienst hatten. Sie sind aber nicht in allen Regionen verfügbar.

#### Türkisch
| Titel      | Genre                               | Premiere          | Staffeln               | Exclusive region(s) | Status |
| ---------- | ----------------------------------- | ----------------- | ---------------------- | ------------------- | ------ |
| Saklı      | Drama                               | 23. November 2021 | 1 Staffel, 10 Episoden | abgeschlossen       |        |
| Darmaduman | Dramaserie, Seifenoper, Jugendserie | 27. Oktober 2022  | 1 Staffel, 9 Episoden  | abgeschlossen       |        |

#### Deutsch
| Titel                               | Genre           | Premiere          | Staffeln               | Status/Anmerkung  |
| ----------------------------------- | --------------- | ----------------- | ---------------------- | ----------------- |
| Spotlight (Staffel 6)               | Comedy          | 8. Dezember 2022  | 1 Staffel, 13 Episoden | ausstehend        |
| Germany Shore (Staffel 2)           | Reality         | 15. Dezember 2022 | offen                  | Staffel 2 laufend |
| Der Scheich                         | Dramedy, Comedy | 22. Dezember 2022 | 1 Staffel, 8 Episoden  | ausstehend        |
| Simon Becketts Die Chemie des Todes | Psycho-Krimi    | 12. Januar 2023   | offen                  | ausstehend        |
| Dating Naked                        | Datingshow      | 31. Januar 2023   | 1 Staffel              | ausstehend        |

#### Englisch
| Titel                               | Genre          | Premiere           | Staffeln                | Exklusive Region(en)   | Status/Anmerkung                 |
| ----------------------------------- | -------------- | ------------------ | ----------------------- | ---------------------- | -------------------------------- |
| Five Bedrooms (Staffeln 2–3)        | Comedy, Drama  | 11. August 2021    | 2 Staffeln, 16 Episoden | Australien             | erneuert                         |
| Spreadsheet                         | Comedy         | 27. Oktober 2021   | 1 Staffel, 8 Episoden   | Australien             | abgeschlossen                    |
| More Than This                      | Teenager Drama | 4. März 2022       | 1 Staffel, 6 Episoden   | Australien             | ausstehend                       |
| The Secrets She Keeps (Staffel 2)   | Psychothriller | 12. Juli 2022      | 1 Staffel, 6 Episoden   | Australien             | ausstehend                       |
| Couples Therapy Australia           | Dokuserie      | 26. Juli 2022      | 2 Staffeln, 12 Episoden | Australien             | ausstehend                       |
| Are You the One? UK                 | Dating Show    | 8. August 2022     | 1 Staffel, 10 Episoden  | Vereinigtes Königreich | ausstehend                       |
| The Box                             | Dokuserie      | 11. August 2022    | 1 Staffel, 3 Episoden   | Vereinigtes Königreich | ausstehend                       |
| The Disappearance of Gabby Petito   | Dokuserie      | 18. August 2022    | 3 Episoden              | Vereinigtes Königreich | Miniserie                        |
| The Bridge Australia                | Reality        | 19. August 2022    | 1 Staffel, 6 Episoden   | Australien             | ausstehend                       |
| Who Killed Meredith Kercher?        | Dokuserie      | 25. August 2022    | 2 Episoden              | Vereinigtes Königreich | Miniserie                        |
| The Girl in the Box: The True Story | Dokuserie      | 19. September 2022 | 2 Episoden              | Vereinigtes Königreich | Miniserie                        |
| Millionaire Holiday Home Swap       | Reality        | 25. September 2022 | 1 Staffel, 6 Episoden   | Vereinigtes Königreich | ausstehend                       |
| Rise of the Billionaires            | Dokuserie      | 27. September 2022 | 1 Staffel, 4 Episoden   | Vereinigtes Königreich | ausstehend                       |
| Sky Blue: Inside Sydney FC          | Dokuserie      | 30. September 2022 | 4 Episoden              | Australien             | Miniserie                        |
| Undressed                           | Reality        | 6. Oktober 2022    | 1 Staffel, 4 Episoden   | Australien             | Staffel 1 laufend                |
| The Ex-Wife                         | Psychothriller | 12. Oktober 2022   | 4 Episoden              | Vereinigtes Königreich | Miniserie                        |
| Love Rats                           | Dokuserie      | 14. Oktober 2022   | 1 Staffel, 8 Episoden   | Vereinigtes Königreich | Neue Episoden ab 12. Januar 2023 |
| Hauntings                           | Dokuserie      | 28. Oktober 2022   | 1 Staffel, 4 Episoden   | Vereinigtes Königreich | ausstehend                       |
| The Flatshare                       | Drama          | 1. Dezember 2022   | 1 Staffel, 6 Episoden   | Vereinigtes Königreich | ausstehend                       |
| Blowing LA                          | Reality        | 8. Dezember 2022   | 1 Staffel, 8 Episoden   | Vereinigtes Königreich | ausstehend                       |

#### Portugiesisch
| Titel             | Genre                       | Premiere           | Staffeln                | Exclusive region(s)                  | Status        |
| ----------------- | --------------------------- | ------------------ | ----------------------- | ------------------------------------ | ------------- |
| Rio Shore         | Reality                     | 30. September 2021 | 2 Staffeln, 24 Episoden | Lateinamerika                        | ausstehend    |
| Adriano Imperador | Sport, Dokuserie; Miniserie | 21. Juli 2022      | 3 Episoden              | Brasilien und Vereinigtes Königreich | abgeschlossen |

#### Spanisch
| Titel                                      | Genre            | Premiere          | Staffeln                | Exklusive Region(en)                                                               | Status/Anmerkung  |
| ------------------------------------------ | ---------------- | ----------------- | ----------------------- | ---------------------------------------------------------------------------------- | ----------------- |
| Manos arriba, Chef!                        | Reality          | 29. Juli 2021     | 3 Staffeln, 30 Episoden | Argentinien                                                                        | ausstehend        |
| Siendo Pampita                             | Dokuserie        | 13. Oktober 2021  | 2 Staffeln, 19 Episoden | Argentinien                                                                        | ausstehend        |
| Parot                                      | Krimi, Thriller  | 20. Oktober 2021  | 1 Staffel, 10 Episoden  | USA                                                                                | abgeschlossen     |
| Before I Forget                            | Krimi, Drama     | 3. November 021   | 1 Staffel, 10 Episoden  | USA                                                                                | abgeschlossen     |
| Susana, Invitada de Honor                  | Talk Show        | 30. November 2021 | 1 Staffel, 3 Episoden   | Argentinien                                                                        | Staffel 1 laufend |
| The Envoys                                 | Horror, Thriller | 12. Dezember 2021 | 1 Staffel, 8 Episoden   | Alle Regionen                                                                      | erneuert          |
| Cecilia                                    | Komödie          | 21. Dezember 2021 | 1 Staffel, 8 Episoden   | Alle Regionen                                                                      | erneuert          |
| Marley & Mirko                             | Dokuserie        | 20. Januar 2022   | 1 Staffel, 8 Episoden   | Argentinien                                                                        | ausstehend        |
| The First of Us                            | Telenovela       | 21. März 2022     | 59 Episoden             | Lateinamerika                                                                      | Miniserie         |
| Bessere Tage (Originaltitel: Días mejores) | Drama            | 16. August 2022   | 1 Staffel, 10 Episoden  | USA, Kanada und Australien. Deutschland, Österreich und Schweiz ab 26. Januar 2023 | ausstehend        |
| Bosé                                       | Biopic           | 3. November 2022  | 1 Staffel, 6 Episoden   | Spanien, Australien, Lateinamerika und USA                                         | ausstehend        |

#### Koproduktionen
| Titel                                    | Genre                    | Partner/Land                       | Premiere         | Staffeln              | Sprach      | Exklusive Regionen                                                                          | Status/Anmerkung |
| ---------------------------------------- | ------------------------ | ---------------------------------- | ---------------- | --------------------- | ----------- | ------------------------------------------------------------------------------------------- | ---------------- |
| Pervert: Hunting the Strip Search Caller | Dokuserie                | Netflix                            | 26. Oktober 2022 | 3 Episoden            | Englisch    | Vereinigtes Königreich                                                                      | Miniserie        |
| The Gymnasts                             | Teenager Thriller, Drama | - RAI/Italien - ZDFneo/Deutschland | 26. Oktober 2022 | 1 Staffel, 6 Episoden | Italienisch | Italien, Frankreich, Vereinigtes Königreich, Kanada, Australien, Lateinamerika und Südkorea | ausstehend       |

## Angekündigte Produktionen

### Drama
| Titel                 | Genre                     | Premiere          | Staffeln              | Status/Anmerkung                                      |
| --------------------- | ------------------------- | ----------------- | --------------------- | ----------------------------------------------------- |
| Eine Billion Dollar   | Thriller                  | 23. November 2023 | 1 Staffel, 6 Episoden | Premiere am 21. Oktober 2023 am Film Festival Cologne |
| Fatal Attraction      | Psychothriller, Miniserie | 2023              | offen                 | Dreharbeiten                                          |
| Rabbit Hole           | Spionage                  | 2023              | 1 Staffel, 8 Episoden | Dreharbeiten                                          |
| School Spirits        | Drama                     | 2023              | 1 Staffel, 8 Episoden | Dreharbeiten                                          |
| The Turkish Detective | Krimi, Thriller           | 2023              | 1 Staffel, 8 Episoden | Dreharbeiten                                          |
| American Tragedy      | Krimi                     | offen             | offen                 | Serie bestellt                                        |
| Flashdance            | Drama                     | offen             | offen                 | Serie bestellt                                        |
| Happy Face            | True Crime                | offen             | offen                 | Serie bestellt                                        |
| The Italian Job       | Action, Thriller          | offen             | offen                 | Serie bestellt                                        |
| Land Man              | Drama                     | offen             | offen                 | Serie bestellt                                        |
| Lioness               | Spionage                  | offen             | offen                 | Serie bestellt                                        |
| Love Story            | Liebesfilm                | offen             | offen                 | Serie bestellt                                        |
| The Parallax View     | Politischer Thriller      | offen             | offen                 | Serie bestellt                                        |

### Comedy
| Titel                                | Genre                               | Premiere | Staffeln               | Status/Anmerkung |
| ------------------------------------ | ----------------------------------- | -------- | ---------------------- | ---------------- |
| Grease: Rise of the Pink Ladies      | Musikalische Liebeskomödie          | 2023     | 1 Staffel, 10 Episoden | Post-Produktion  |
| UnTiteld Sonic the Hedgehog spin-off | Action-Abenteuer, Comedy, Miniserie | 2023     | offen                  | Serie bestellt   |
| Dora the Explorer                    | Abenteuer, Comedy                   | offen    | offen                  | Serie bestellt   |

### Animation
| Titel                       | Genre  | Premiere | Staffeln | Status/Anmerkung |
| --------------------------- | ------ | -------- | -------- | ---------------- |
| Everybody Still Hates Chris | Comedy | offen    | offen    |                  |

### Dokuserien
| Titel                               | Genre      | Premiere | Staffeln              | Status/Anmerkung |
| ----------------------------------- | ---------- | -------- | --------------------- | ---------------- |
| 48 Hours Original: The Lie Detector | True Crime | offen    | offen                 | Serie bestellt   |
| The Changemakers                    | Dokuserie  | offen    | 8 Episoden            | Serie bestellt   |
| Insta Docs                          | Dokuserie  | offen    | offen                 | Serie bestellt   |
| Not a Bride                         | Dokuserie  | offen    | 1 Staffel, 4 Episoden | Serie bestellt   |
| The Real Criminal Minds             | True Crime | offen    | offen                 | Serie bestellt   |
| Stories from the Beautiful Game     | Fußball    | offen    | offen                 | Serie bestellt   |

### Reality
| Titel                               | Genre   | Premiere | Staffeln | Status/Anmerkung |
| ----------------------------------- | ------- | -------- | -------- | ---------------- |
| The Challenge: Global Championship  | Reality | offen    | offen    | Serie bestellt   |
| Jackass                             | Reality | offen    | offen    | Serie bestellt   |
| RuPaul's Drag Race Global All Stars | Reality | offen    | offen    | Serie bestellt   |

### Diverses
| Titel     | Genre | Premiere | Staffeln | Status/Anmerkung |
| --------- | ----- | -------- | -------- | ---------------- |
| Unplugged | Musik | offen    | offen    | Serie bestellt   |

### Koproduktionen
| Titel                  | Genre                          | Partner/Country                       | Premiere | Staffeln   | Status/Anmerkung          |
| ---------------------- | ------------------------------ | ------------------------------------- | -------- | ---------- | ------------------------- |
| Bargain                | Überlegens-Thriller, Miniserie | TVING/South Korea                     | 2023     | 6 Episoden | Veröffentlichung erwartet |
| Yonder                 | Science Fiction, Miniserie     | TVING/South Korea                     | 2023     | 6 Episoden | Veröffentlichung erwartet |
| Circeo                 | True Crime                     | RAI/Italy                             | offen    | offen      | Serie bestellt            |
| MH370: The Lost Flight | Dokuserie                      | SBS/Australien                        | offen    | 3 Episoden | Serie bestellt            |
| Knuckles               | Abenteuer, Comedy              | SEGA/Paramount Pictures/Original Film | 2024     | 6 Episoden | Veröffentlichung erwartet |

### Regional
Bei diesen Sendungen handelt es sich um Eigenproduktionen (sog. Paramount+ Originals), da sie von Paramount+ in Auftrag gegeben oder erworben wurden und ihre Premiere auf dem Dienst haben werden. Sie werden aber nicht in allen Regionen verfügbar sein.

#### Deutsch
| Titel                      | Genre                        | Premiere          | Staffeln                 | Status         |
| -------------------------- | ---------------------------- | ----------------- | ------------------------ | -------------- |
| Spotlight                  | Jugendserie                  | 8. Dezember 2022  | 6 Staffeln, 296 Episoden | abgeschlossen  |
| Germany Shore              | Reality                      | 12. Dezember 2022 | 2 Staffeln, 25 Episoden  | abgeschlossen  |
| Dating Naked Germany       | Reality                      | 31. Januar 2023   | 1 Staffel, 11 Episoden   | erneuert       |
| A Thin Line                | Cyber-Thriller               | 16. Februar 2023  | 1 Staffel, 6 Episoden    | abgeschlossen  |
| Kohlrabenschwarz           | Mystery                      | 8. Juni 2023      | 1 Staffel, 6 Episoden    | abgeschlossen  |
| RuPaul's Drag Race Germany | Reality                      | 5. September 2023 | offen                    | Serie bestellt |
| Anywhere                   | Übernatürliche Comedy, Drama | 2023              | offen                    | Serie bestellt |

#### Englisch
| Titel                                     | Genre                 | Premiere | Staffeln              | Status         |
| ----------------------------------------- | --------------------- | -------- | --------------------- | -------------- |
| Last King of the Cross                    | Drama, Miniserie      | 2023     | 10 Episoden           | Dreharbeiten   |
| Sexy Beast                                | Drama                 | 2023     | offen                 | Dreharbeiten   |
| A Gentleman in Moscow                     | Historischer Thriller | 2023     | offen                 | Serie bestellt |
| NCIS: Sydney                              | Action                | 2023     | offen                 | Serie bestellt |
| Paper Dolls                               | Drama, Miniserie      | 2023     | 8 Episoden            | Serie bestellt |
| North Shore                               | Krimi, Thriller       | offen    | 1 Staffel, 6 Episoden | Dreharbeiten   |
| Australia Shore                           | Reality               | offen    | offen                 | Serie bestellt |
| The Blue                                  | Thriller              | offen    | offen                 | Serie bestellt |
| The Burning Girls                         | Horror, Thriller      | offen    | 1 Staffel, 6 Episoden | Serie bestellt |
| Chalet Girls                              | Dokuserie             | offen    | 1 Staffel, 8 Episoden | Serie bestellt |
| The Doll Factory                          | Historischer Thriller | offen    | 6 Episoden            | Serie bestellt |
| Fashion House                             | Anthologie            | offen    | 1 Staffel, 3 Episoden | Serie bestellt |
| Hot Yachts                                | Reality               | offen    | 1 Staffel, 6 Episoden | Serie bestellt |
| The Killing Kind                          | Drama, Miniserie      | offen    | 6 Episoden            | Serie bestellt |
| Monster: The Mystery of Loch Ness         | Dokuserie             | offen    | 3 Episoden            | Serie bestellt |
| Murder of God's Banker                    | Dokuserie             | offen    | 4 Episoden            | Serie bestellt |
| The Premiership: Rise of the Billionaires | Dokuserie             | offen    | 4 Episoden            | Serie bestellt |
| Strip                                     | Reality               | offen    | 1 Staffel, 6 Episoden | Serie bestellt |

#### Französisch
| Titel                                | Genre            | Premiere | Staffeln              | Status         |
| ------------------------------------ | ---------------- | -------- | --------------------- | -------------- |
| The Signal                           | Horror, Thriller | offen    | offen                 | Serie bestellt |
| Impact                               | Öko-Thriller     | offen    | offen                 | Serie bestellt |
| MASK: Marie Antoinette Serial Killer | Horror, Thriller | offen    | 1 Staffel, 8 Episoden | Serie bestellt |
| Le Stade                             | Sport            | offen    | offen                 | Serie bestellt |

#### Italienisch
| Titel                       | Genre       | Premiere | Staffeln | Runtime | Status           |
| --------------------------- | ----------- | -------- | -------- | ------- | ---------------- |
| Miss Fallaci                | Biopic      | 2023     | offen    | offen   | Serie bestellt   |
| Are You the One? Italy      | Dating Show | offen    | offen    | offen   | Serie bestellt   |
| Ex on the Beach (Staffel 4) | Reality     | offen    | offen    | offen   | Staffel bestellt |
| Vita da Carlo (Staffel 2)   | Comedy      | offen    | offen    | offen   | Staffel bestellt |

#### Portugiesisch
| Titel                       | Genre            | Premiere | Staffeln | Runtime | Status         |
| --------------------------- | ---------------- | -------- | -------- | ------- | -------------- |
| As Seguidoras               | Comedy, Thriller | offen    | offen    | offen   | Dreharbeiten   |
| Anderson „The Spider“ Silva | Dokuserie        | offen    | offen    | offen   | Dreharbeiten   |
| RuPaul's Drag Race Brazil   | Reality          | offen    | offen    | offen   | Serie bestellt |

#### Spanisch
| Titel                             | Genre                 | Premiere | Staffeln              | Runtime | Status         |
| --------------------------------- | --------------------- | -------- | --------------------- | ------- | -------------- |
| Medusa                            | Thriller              | offen    | 1 Staffel, 8 Episoden | offen   | Dreharbeiten   |
| Argentina Shore                   | Reality               | offen    | offen                 | offen   | Serie bestellt |
| Colombia Shore                    | Reality               | offen    | offen                 | offen   | Serie bestellt |
| Dr. Ballí                         | Dokuserie             | offen    | offen                 | offen   | Serie bestellt |
| The Greatest Wave                 | Biopic                | offen    | offen                 | offen   | Serie bestellt |
| First Lady of Sinaloa             | Drama                 | offen    | offen                 | offen   | Serie bestellt |
| Futuro Desierto                   | Dystopischer Thriller | offen    | offen                 | offen   | Serie bestellt |
| RuPaul's Drag Race Mexico         | Reality               | offen    | offen                 | offen   | Serie bestellt |
| UnTiteld J. G. Ballard adaptation | Liebeskomödie         | offen    | offen                 | offen   | Serie bestellt |

### Konzeptphase
| Titel                               | Genre                            |
| ----------------------------------- | -------------------------------- |
| 8 Fights – The Life of Muhammad Ali | Drama, Miniserie                 |
| Æon Flux                            | Science Fiction                  |
| Arlington Road                      | Neo-Noir Thriller                |
| Call Me God                         | Krimi                            |
| Console Wars                        | Drama, Miniserie                 |
| Construction                        | Drama                            |
| Dee Takes Seoul                     | Comedy                           |
| Girls with Guns                     | Drama                            |
| Guru Nation                         | Mockumentary                     |
| Highfire                            | Fantasy, Thriller                |
| Mercy House                         | Thriller                         |
| The Multivorce                      | Animation für Erwachsene, Comedy |
| Prêt-à-Porter                       | Comedy                           |
| Remote                              | Comedy                           |
| RIP                                 | Schwarzer Humor                  |
| Soapdish                            | Comedy                           |
| Star Trek: Section 31               | Science Fiction                  |
| Star Trek: Starfleet Academy        | Science Fiction                  |
| Shuga: Baltimore                    | Drama                            |
| Twenty Four Seven                   | Drama                            |
| Unbetiteltes Kenya Barris Projekt   | Liebesfilm                       |
| Unbetitelte Warrior Serie           | Sport                            |
| Urban Cowboy                        | Western                          |
| Yellow Bird                         | Drama                            |
| You're Killing Me                   | Comedy                           |

## Filme
| Titel                                                | Originaltitel                          | Jahr | Genre                            |
| ---------------------------------------------------- | -------------------------------------- | ---- | -------------------------------- |
| SpongeBob Schwammkopf: Eine schwammtastische Rettung | The SpongeBob Movie: Sponge on the Run | 2020 | Animationsfilm, Abenteuer        |
| Infinite – Lebe unendlich                            | Infinite                               | 2021 | Science-Fiction, Thriller        |
| Paranormal Activity: Next of Kin                     | Paranormal Activity: Next of Kin       | 2021 | Horror, Mystery, Thriller        |
| Jerry und Marge - Die Lottoprofis                    | Jerry & Marge Go Large                 | 2022 | Drama, Komödie                   |
| Das Andere                                           | Significant Other                      | 2022 | Science-Fiction, Horror          |
| Friedhof der Kuscheltiere: Bloodlines                | Pet Sematary: Bloodlines               | 2023 | Horror, Thriller                 |
| Apartment 7A                                         | Apartment 7A                           | 2024 | Horror, Thriller                 |
| Dear Santa – Teuflische Weihnachten                  | Dear Santa                             | 2024 | Fantasy, Komödie, Weihnachtsfilm |